# Joe Bennett (artiste)
Pour les articles homonymes, voir Nascimento et Bennett.
Benedito José Nascimento (né le 3 février 1968), mieux connu sous le nom de Joe Bennett, est un artiste de bande dessinée brésilien.

## Biographie
Joe Bennett est né à Belém.
Dans les années 1990, il publie des comics d'horreur pour les deux grands magazines d'horreur brésiliens : Calafrio et Mestres do Terror.
Sa première œuvre majeure dans la bande dessinée est pour Marvel Comics en 1994. Depuis lors, il travaille sur plusieurs titres Marvel tels que The Amazing Spider-Man, Captain America (vol. 2), les Quatre Fantastiques (vol. 3), L'Incroyable Hulk (vol. 2), Thor et plus récemment, Captain America and the Falcon. Il travaille également pour d'autres grands éditeurs comme Chaos! Comics, CrossGen, Dark Horse, DC Comics et Vertigo.
Il travaille en outre sur Conan le Barbare, Doc Samson, Elektra (vol. 2), Hawkeye (vol. 3), Nova (vol. 30), X-51: Machine-Man, Buffy the Vampire Slayer, Birds of Prey, Hawkman (vol. 4), Hawkgirl, The Green Hornet, Mark of Charon et Supreme.
En 2005, il signe un contrat de trois ans pour travailler exclusivement pour DC Comics. Bennett collabore avec différents artistes sur la maxi-série 52. Il a également participé à un certain nombre de numéros de Checkmate, écrits par Greg Rucka. Il s'est investi en tant qu'illustrateur remplaçant sur le cinquième numéro de Salvation Run et dessine l'intégralité des six numéros de la mini-série Terror Titans écrite par Sean McKeever. Le travail de Bennett est consultable dans les pages des Teen Titans, où il a repris le dessin à la suite de son compatriote brésilien Eddy Barrows, à partir du numéro 71.
En 2011, à la suite de la Renaissance DC, il prend en charge les dessins de la série Deathstroke (vol. 2), puis, en 2012, il passe sur la série The Savage Hawkman.

## Publications
Ses travaux comprennent :

### DC Comics
- 52 : n°1-4, 6, 11, 16, 21, 30, 34, 38, 51; (parmi d'autres artistes) : n°25 (2006-07)
- Flash, one-shot (parmi d'autres artistes) (2007)
- Birds of Prey n°81, 85, 87-88, Secret Files 2003 (2003-06)
- Checkmate, vol. 2, n°13-15, 18-20, 23-25 (2007-08)
- Deathstroke and the Curse of the Ravager, mini-série (lié à Flashpoint), n°1-2 (2011)
- Deathstroke, vol. 2, n°1-7 (2011)
- Deathstroke, vol. 4, n°3-5, 12-14, 17-18 (2016)
- Hawkgirl n°57-58 (2006-07)
- Hawkman, vol. 4, n°32, 35-37, 39-41, 43-45 (2004-05)
- Infinite Crisis, mini-série, n°7 (parmi d'autres artistes) (2006)
- Justice League: Generation Lost n°2, 4, 7, 15, 17 (2010-11)
- Nightwing n°153; Annual n°2 (2007-09)
- Outsiders n°36 (2011)
- Rann-Thanagar War, mini-série, n°5-6 (parmi d'autres artistes) (2005)
- Red Hood and the Outlaws, vol. 2, n°14 (2017)
- Red Hood/Arsenal n°12-13 (2016)
- Robin n°175-176 (2008)
- Sandman Presents: Bast, mini-série, n°2-3 (2003)
- Savage Hawkman, n°0, 9-20 (2012)
- Teen Titans, vol. 5, n°70, 72-75, 77-81, 83 (2009-10)
- Terror Titans, minisérie, n°1-6 (2008-09)

### Marvel Comics
- Amazing Spider-Man, vol. 1, n°422-424, 429-431, 434-436 (1997-98)
- Amazing Spider-Man, vol. 2, n°28, Annual 2001 (2001)
- Brotherhood n°6 (2001)
- Captain America, vol. 2, n°8 à 12 (1997)
- Captain America & The Falcon n°5 à 7, 9 à 11 (2004-05)
- Conan n°8-9 (1996)
- The Crew n°1-7 (2003-04)
- Doc Samson n°4 (parmi d'autres artistes) (1996)
- Elektra, vol. 2, n°9-10, 16-17 (2002-03)
- Les Quatre fantastiques, vol. 3, n°43 (1998)
- Fantastic Four: World's Greatest Comics Magazine, série limitée, n°5 (parmi d'autres artistes) (2001)
- Generation X n°26 (1997)
- Hawkeye n°7-8 (2004)
- Hulk 2099 n°7, 9 (1995)
- Incredible Hulk, vol. 3, n°30-32 (2001)
- Iron Man n°331-332 (1996)
- Immortal Hulk n°1-50 (2018-2021)
- Namor n°11-12 (2004)
- New Eternals: Apocalypse Now, one-shot (2000)
- Nightmare, mini-série, n°1-4 (1994-95)
- Nova The Human Rocket  n°1-4, 6-7 (1999)
- Peter Parker: Spider-Man, vol. 2, n°26, Annual 2000 (2000-01)
- The Sensational Spider-Man n°25, 32 (1998)
- Surfer d'argent, vol. 2, n°139 (1998)
- Spider-Man/Punisher: Family Plot, mini-série, n°2 (1996)
- Spider-Man Unlimited n°13-20 (1996-98)
- Thor, vol. 2, n°43, 47-48, 50, 53-54, 56-57, 60 (2002-03)
- Wolverine n°110 (1997)
- Wolverine: Days of Future Past, mini-série, n°1-3 (1997)
- X-51 n°1-12 (1999-2000)
- X-Men: Tales from the Age of Apocalypse, one-shot (1996)

### Autres éditeurs
- Supreme n°26-28, 30, 33-39, 41, Annual n°1 (Image, 1995-97)
- Renato e un Trasladação (2013)